# Idiops yemenensis
Idiops yemenensis là một loài nhện trong họ Idiopidae.
Loài này thuộc chi Idiops. Idiops yemenensis được Eugène Simon miêu tả năm 1890.